# Płaskonos (zwyczajny)
Płaskonos zwyczajny, płaskonos (Spatula clypeata) – gatunek średniej wielkości wędrownego ptaka wodnego z rodziny kaczkowatych (Anatidae). Mimo wielkiego zasięgu występowania nie wyróżnia się podgatunków. Nie jest zagrożony wyginięciem.

## Występowanie
zasięg gniazdowania
     zasięg występowania przez cały rok
     zasięg zimowania

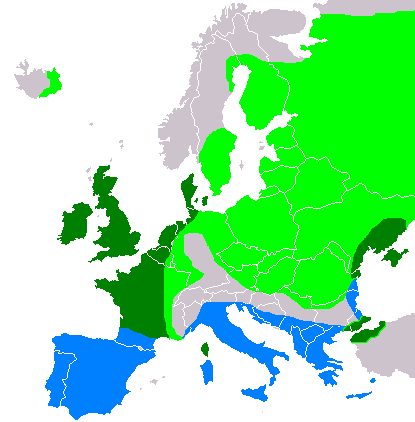
Zasięg w Europie
zasięg gniazdowania
zasięg występowania przez cały rok
zasięg zimowania

Zamieszkuje Eurazję poza północnymi skrajami i basenem Morza Śródziemnego oraz Amerykę Północną (Kanada, USA łącznie z Alaską). Przeloty w marcu – kwietniu i sierpniu – listopadzie. Zimuje w zachodniej i południowej Europie nad Morzem Śródziemnym, północnej, wschodniej i środkowej Afryce oraz na jej atlantyckich wybrzeżach, na Bliskim Wschodzie, w południowej, południowo-wschodniej i wschodniej Azji, w południowej części Ameryki Północnej, w Ameryce Środkowej oraz w północnej części Ameryki Południowej. Populacje zachodnioeuropejskie są osiadłe lub koczownicze.
W Polsce bardzo nielicznie, lokalnie nielicznie, gnieździ się na całym niżu. Największe skupiska występują w dolinie Biebrzy. Na przelotach średnio liczny; coraz częściej zimuje, zwłaszcza na zachodzie kraju.

## Morfologia

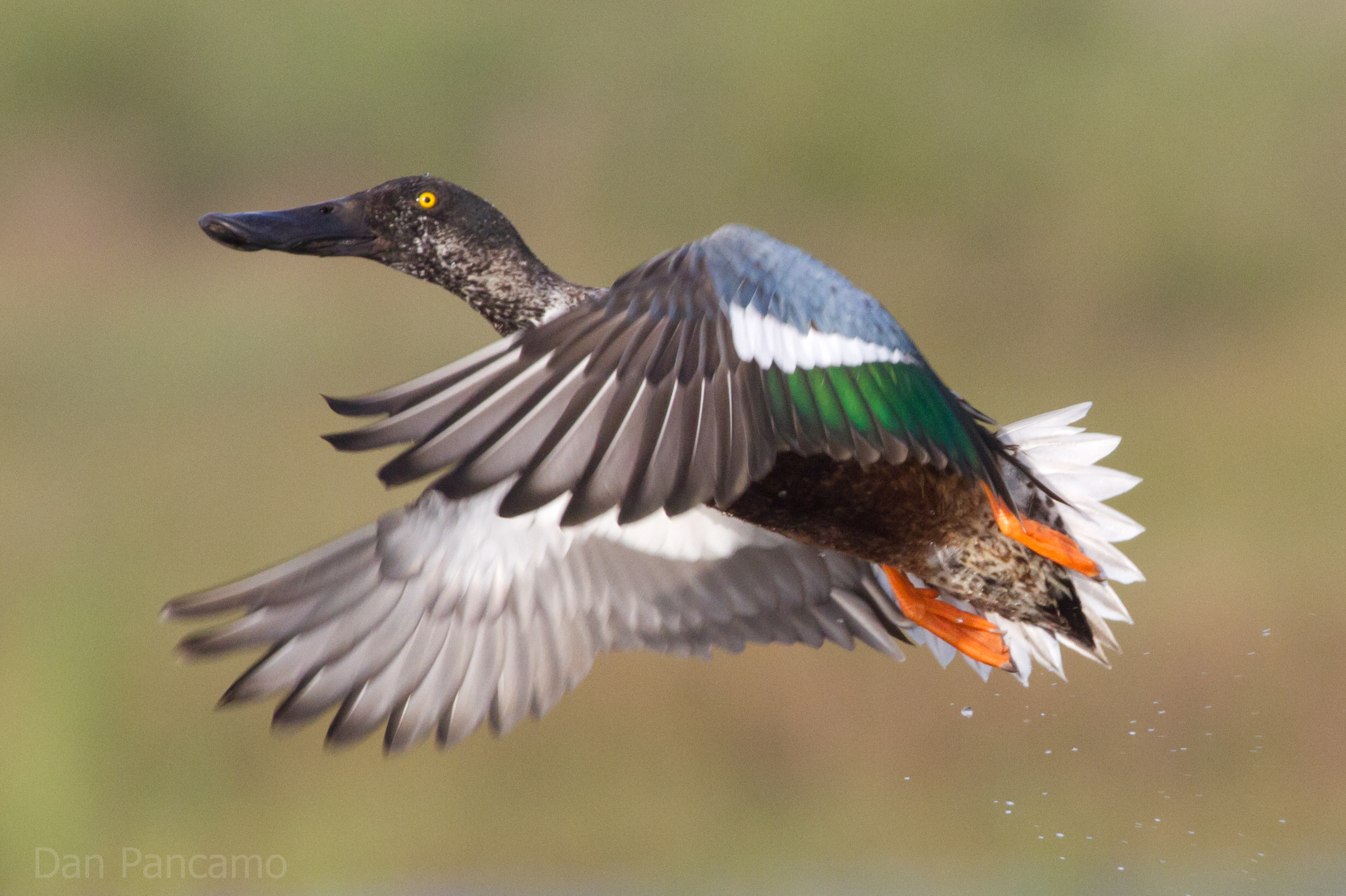
Samiec w locie

Cechy gatunkuSamiec większy od samicy, u obu płci charakterystyczny, silnie spłaszczony na końcu, szeroki, łyżkowaty dziób. W wielobarwnym ubarwieniu godowym samiec ma głowę i górną część szyi zielonoczarną z metalicznym połyskiem, dół szyi biały. Wierzch ciała ciemny z białym obramowaniem, spód i boki kasztanoworude z białą obwódką. Lusterko zielone, pokrywy skrzydłowe błękitne. W locie dobrze widoczna jasnoniebieska plama na skrzydłach. Jako jedyny w swojej rodzinie kaczor ma żółtą tęczówkę. Samica jasnobrązowa z ciemnym deseniem, białawym brzuchem, błękitnymi pokrywami skrzydłowymi i zielonym lusterkiem. Samiec poza okresem godowym i osobniki młodociane przypominają samicę, choć kaczory mają nieco jaśniejsze pióra.
Odgłosy samca słychać jako „guek guek”, a samica kwacze.
Wymiary średniedługość ciała ok. 43–52 cm
długość skrzydła 20–26 cm
rozpiętość skrzydeł 69–85 cm
masa ciała ok. 410–850 g

## Ekologia

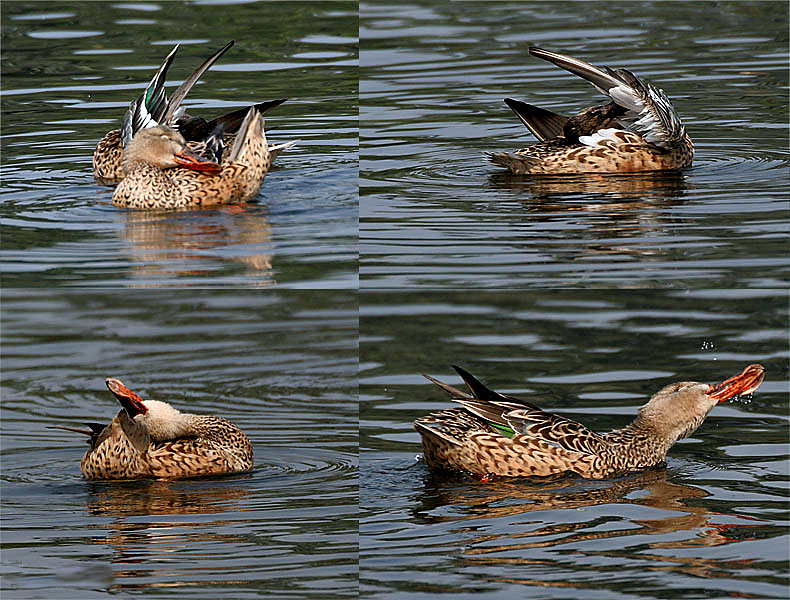
Samica w czasie czyszczenia piór (Kolkata, Indie)

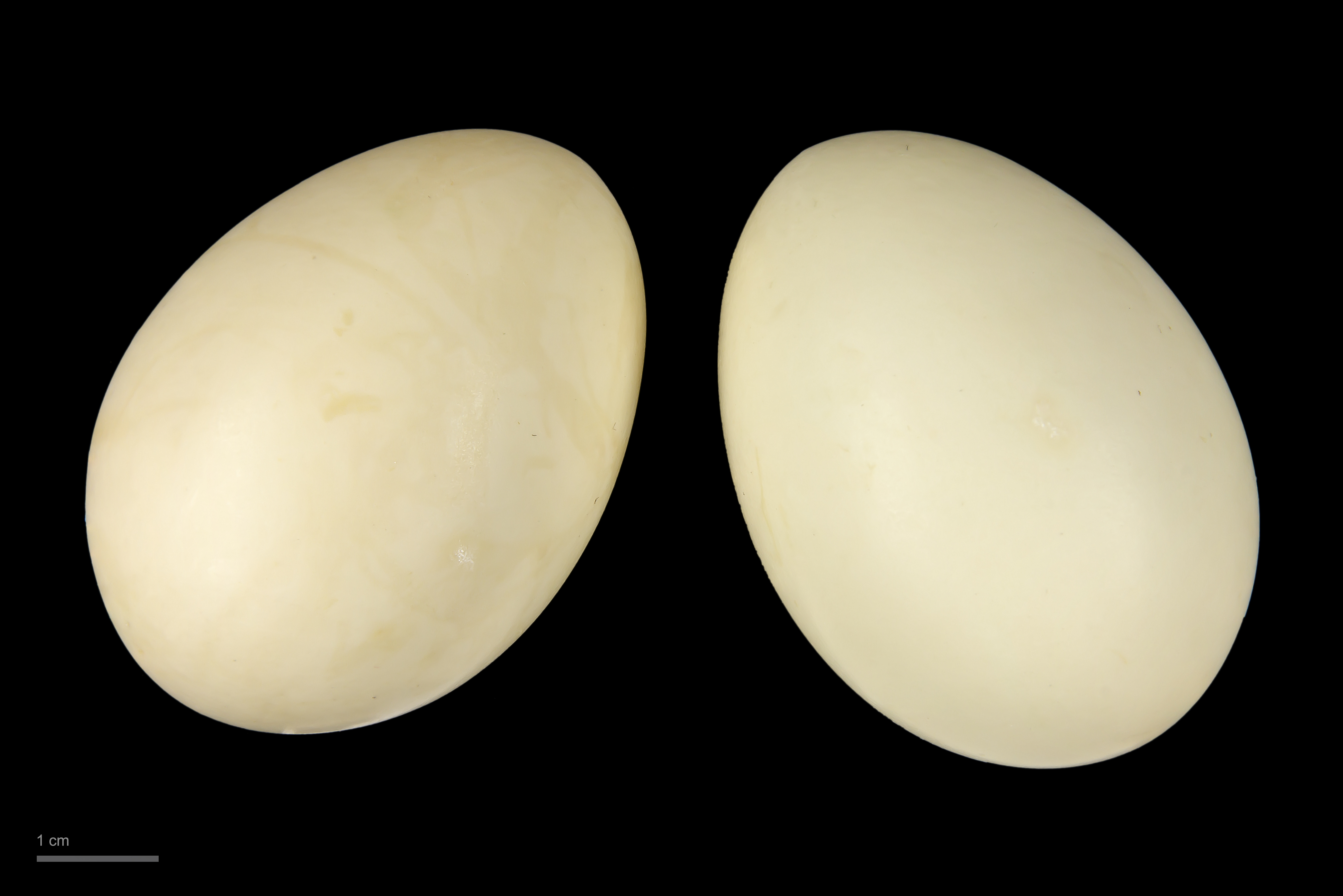
Jaja z kolekcji muzealnej

BiotopStawy, jeziora, zalane pola, mokradła i starorzecza lub zbiorniki na otwartej przestrzeni o gęsto zarośniętych manną, turzycami, trzciną i pałką brzegach. Zimą pojawia się także na wybrzeżach mórz. Ze względu na sposób żerowania szuka płytkich wód.
TokiWiosenne powroty w marcu i kwietniu odbywają się parami. W czasie toków późną jesienią kaczor zatacza koła wokół samicy, wyciągając do niej szyję.
GniazdoNa lądzie, dość daleko od wody, ukryte pod osłoną traw i turzyc. Buduje je samica. To mała jamka w ziemi wysłana popielatym puchem i materiałem roślinnym. Znaleźć tam można charakterystyczne pióra pokrywowe z białymi otoczkami i jasnymi plamami.
JajaW ciągu roku wyprowadza jeden lęg, składając w kwietniu–czerwcu 6 do 13 zielonkawych jaj o średnich wymiarach 55×37 mm i średniej masie 40 g.
Okres lęgowyJaja wysiadywane są przez okres 22 do 28 dni przez samicę. Po wykluciu matka prowadzi kaczęta na niegłęboką wodę, która obfituje w pokarm. Kaczor pomaga w wychowywaniu młodych tylko na początku. Potem w czerwcu oddala się i przechodzi pierzenie. Pisklęta są zagniazdownikami, usamodzielniają się po 40–45 dniach. W puchu mają ciemny grzbiet, żółtawy brzuch, ciemny pas przeciągnięty przez oko, idący od dzioba do policzków. U nasady skrzydeł 2 żółte plamy i jedna u nasady ogona. Po 6 tygodniach potrafią latać.
PożywienieFito- i zooplankton zbierany przy dnie. Odcedza go z nadmiaru wody i błota, dzięki anatomicznie udoskonalonemu dziobowi z licznymi długimi blaszkami na krawędzi. Często żeruje nocą.

## Status i ochrona
W Czerwonej księdze gatunków zagrożonych Międzynarodowej Unii Ochrony Przyrody płaskonos nieprzerwanie od 1988 roku klasyfikowany jest jako gatunek najmniejszej troski (LC – Least Concern). Liczebność światowej populacji, według szacunków organizacji Wetlands International z 2015 roku, mieści się w przedziale 6,5–7,0 miliona osobników (czyli około 4,3–4,7 miliona osobników dorosłych). Globalny trend liczebności populacji uznawany jest za spadkowy, choć niektóre populacje rosną lub ich status nie jest znany.
W Polsce objęty ochroną gatunkową ścisłą, wymaga ochrony czynnej. Na Czerwonej liście ptaków Polski płaskonos sklasyfikowany został jako gatunek narażony (VU). W latach 2013–2018 liczebność krajowej populacji lęgowej szacowano na 400–1000 par, trend liczebności jest silnie spadkowy.